# Бэлэм, Дэвид
| Открытые астероиды: 45       | Открытые астероиды: 45 |
| ---------------------------- | ---------------------- |
| (4789) Sprattia              | 20 октября 1987        |
| (6532) Scarfe                | 4 января 1995          |
| (7886) Redman                | 12 августа 1993        |
| (11955) Russrobb             | 8 февраля 1994         |
| (20106) Morton               | 20 августа 1995        |
| (29348) Criswick             | 28 марта 1995          |
| (39791) Jameshesser          | 13 августа 1997        |
| (48774) Anngower             | 10 августа 1997        |
| (54411) Bobestelle[1]        | 3 июня 2000            |
| (60622) Pritchet             | 30 марта 2000          |
| (81915) Hartwick             | 15 июля 2000           |
| (100416) Syang               | 2 февраля 1996         |
| (100596) Perrett             | 9 августа 1997         |
| 150145 Uvic                  | 23 января 1996         |
| (154660) Kavelaars           | 29 марта 2004          |
| 157194 Saddlemyer            | 21 августа 2004        |
| 168358 Casca                 | 24 февраля 1996        |
| 197856 Tafelmusik            | 21 августа 2004        |
| 202740 Vicsympho             | 11 июня 2007           |
| (217670) 1998 UQ6            | 22 октября 1998        |
| (241090) 2006 UK290          | 23 октября 2006        |
| (246238) 2007 RL274          | 5 сентября 2007        |
| 255703 Stetson               | 25 августа 2006        |
| (256550) 2007 LV14           | 11 июня 2007           |
| (262002) 2006 QE57           | 23 августа 2006        |
| (273987) 2007 LQ30           | 11 июня 2007           |
| 288478 Fahlman               | 16 марта 2004          |
| 289314 Chisholm              | 30 сентября 2003       |
| 292051 Bohlender             | 14 сентября 2006       |
| 293878 Tapping               | 30 сентября 2003       |
| 304233 Majaess               | 14 сентября 2006       |
| 308825 Siksika               | 14 сентября 2006       |
| 314988 Sireland              | 13 декабря 2006        |
| 315012 Hutchings             | 20 января 2007         |
| 315186 Schade                | 11 июня 2007           |
| 325973 Cardinal              | 13 декабря 2006        |
| (332324) 2006 XN67           | 12 декабря 2006        |
| (345842) 2007 LG31           | 12 июня 2007           |
| (350185) 2011 UA260          | 3 июня 2006            |
| (352102) 2007 AG12           | 13 января 2007         |
| (353349) 2010 VT103          | 9 сентября 2007        |
| (356450) 2010 XF85           | 11 июня 2007           |
| (358376) 2006 XT67           | 13 декабря 2006        |
| (359945) 2012 AR8            | 12 июня 2007           |
| (362793) 2011 WQ140          | 23 августа 2006        |
| 1. совместно с P. B. Stetson |                        |

Дэвид Бэлэм (англ. David D. Balam) — канадский астроном, первооткрыватель комет и астероидов, сверхновых и новых звёзд, который является научным сотрудником отдела физики и астрономии Университета Виктории в Виктория, Британская Колумбия. Дэвид Бэлэм специализируется на поиске околоземных объектов и является одним из самых плодотворных исследователей в этой области. Хотя официально в период с 1987 по 2007 год им было обнаружено в общей сложности лишь 45 астероидов, фактически в рамках участия в различных астрономических программах им было обнаружено более 600 астероидов. Лишь двое астрономов опережают его по этому показателю. Он также является сооткрывателем долгопериодической кометы C/1997 L1 (Zhu-Balam)
. Помимо этого ему приписывают открытие более тысячи внегалактических сверхновых и новых звёзд в галактике М31.
Среди небесных тел обнаруженных Бэлэмом есть астероиды (150145) Uvic, названный в честь университета Виктории, и (197856) Tafelmusik — в честь оркестра барокко в Торонто.
В знак признания его заслуг в честь него был назван астероид (3749) Бэлэм.